# Patinação artística nos Jogos Olímpicos de Inverno de 1976 - Dança no gelo
A competição de dança no gelo da patinação artística nos Jogos Olímpicos de Inverno de 1976 foi disputado entre 18 duplas.

## Medalhistas
| Ouro   | URS Liudmila Pakhomova / Alexander Gorshkov |
| Prata  | URS Irina Moiseeva / Andrei Minenkov        |
| Bronze | USA Colleen O'Connor / Jim Millns           |

## Resultados
| #                 | Nome                                    | País                | CD | FD | Pontos | Pos. |
| ----------------- | --------------------------------------- | ------------------- | -- | -- | ------ | ---- |
| Medalha de ouro   | Liudmila Pakhomova / Alexander Gorshkov | URS União Soviética | 1  | 1  | 209.92 | 9    |
| Medalha de prata  | Irina Moiseeva / Andrei Minenkov        | URS União Soviética | 2  | 2  | 204.88 | 20   |
| Medalha de bronze | Colleen O'Connor / Jim Millns           | USA Estados Unidos  | 3  | 3  | 202.64 | 27   |
| 4                 | Natalia Linichuk / Gennadi Karponossov  | URS União Soviética | 4  | 4  | 199.10 | 35   |
| 5                 | Krisztina Regöczy / Andras Sallay       | HUN Hungria         | 5  | 5  | 195.92 | 48.5 |
| 6                 | Maltide Ciccia / Lamberto Ceserani      | ITA Itália          | 7  | 6  | 191.46 | 58.5 |
| 7                 | Hilary Green / Glyn Watts               | GBR Grã-Bretanha    | 6  | 7  | 191.40 | 57   |
| 8                 | Janet Thompson / Warren Maxwell         | GBR Grã-Bretanha    | 8  | 8  | 186.80 | 78   |
| 9                 | Teresa Weyna / Piotr Bojanczyk          | POL Polônia         | 9  | 11 | 182.20 | 90   |
| 10                | Barbara Berezowski / David Porter       | CAN Canadá          | 10 | 9  | 182.90 | 86   |
| 11                | Eva Pestova / Jiri Pokorny              | TCH Checoslováquia  | 11 | 10 | 180.60 | 96   |
| 12                | Kay Barsdell / Kenneth Foster           | GBR Grã-Bretanha    | 13 | 13 | 175.16 | 111  |
| 13                | Susan Carscallen / Eric Gillies         | CAN Canadá          | 14 | 12 | 175.96 | 107  |
| 14                | Isabella Rizzi / Luigi Freroni          | ITA Itália          | 17 | 14 | 168.64 | 133  |
| 15                | Judi Genovesi / Kent Weigle             | USA Estados Unidos  | 15 | 16 | 168.26 | 134  |
| 16                | Stefania Bertele / Walter Cecconi       | ITA Itália          | 16 | 17 | 166.22 | 140  |
| 17                | Susan Kelley / Andrew Stroukoff         | USA Estados Unidos  | 18 | 15 | 165.12 | 147  |
| WD                | Susanne Handschmann / Peter Handschmann | AUT Áustria         | 12 |    |        |      |

Legenda
| Recorde mundial      | Recorde mundial (World record)               |                       | Recorde africano                      | Recorde africano (African) |                                           | Q | Classificado por posição (Qualified) |
| Recorde olímpico     | Recorde olímpico (Olympic record)            | Recorde da América    | Recorde da América (Americas)         | q                          | Classificado por melhor tempo (Qualified) |   |                                      |
| Melhor marca do ano  | Melhor marca do ano (World leading)          | Recorde asiático      | Recorde asiático (Asian)              | DNS                        | Não largou (Did not start)                |   |                                      |
| Recorde nacional     | Recorde nacional (National record)           | Recorde europeu       | Recorde europeu (European)            | DNF                        | Não terminou (Did not finish)             |   |                                      |
| Recorde pessoal      | Recorde pessoal do atleta (Personal best)    | Recorde da Oceania    | Recorde da Oceania (Oceania)          | DSQ / DQ                   | Desclassificado (Disqualified)            |   |                                      |
| Recorde da temporada | Recorde da temporada do atleta (Season best) | Recorde sul-americano | Recorde sul-americano (South America) | NM                         | Sem marca (No mark)                       |   |                                      |